# Lijst van voetbalinterlands IJsland - Noord-Macedonië
Deze lijst van voetbalinterlands is een overzicht van alle officiële voetbalwedstrijden tussen de nationale teams van IJsland en (Noord-)Macedonië (het land speelde tussen 1993 en 2019 onder de naam Macedonië). De landen speelden tot op heden zes keer tegen elkaar. De eerste ontmoeting, een kwalificatiewedstrijd voor het Wereldkampioenschap voetbal 1998, werd gespeeld in Reykjavik op 1 juni 1996. Het laatste duel, een kwalificatiewedstrijd voor het Wereldkampioenschap voetbal 2022, vond plaats op 14 november 2021 in Skopje.

## Wedstrijden
| № | Plaats    | Datum            | Competitie           | Wedstrijd                 | Uitslag |
| - | --------- | ---------------- | -------------------- | ------------------------- | ------- |
| 1 | Reykjavik | 1 juni 1996      | WK 1998 kwalificatie | IJsland – Macedonië       | 1 – 1   |
| 2 | Skopje    | 7 juni 1997      | WK 1998 kwalificatie | Macedonië – IJsland       | 1 – 0   |
| 3 | Reykjavik | 15 oktober 2008  | WK 2010 kwalificatie | IJsland – Macedonië       | 1 – 0   |
| 4 | Skopje    | 10 juni 2009     | WK 2010 kwalificatie | Macedonië – IJsland       | 2 – 0   |
| 5 | Reykjavik | 5 september 2021 | WK 2022 kwalificatie | IJsland − Noord-Macedonië | 2 − 2   |
| 6 | Skopje    | 14 november 2021 | WK 2022 kwalificatie | Noord-Macedonië − IJsland | 3 − 1   |

## Samenvatting
| Competitie      | Totaal gespeeld | Winst IJsland | Gelijk | Winst Noord-Macedonië | Doelsaldo IJsland – Noord-Macedonië |
| --------------- | --------------- | ------------- | ------ | --------------------- | ----------------------------------- |
| WK-kwalificatie | 6               | 1             | 2      | 3                     | 5 − 9                               |
| Totaal          | 6               | 1             | 2      | 3                     | 5 − 9                               |

## Details

### Eerste ontmoeting
| WK 1998 kwalificatie (Reykjavik, IJsland, 1 juni 1996): |       |                      |
| IJsland                                                 | 1 – 1 | Macedonië            |
| Arnór Guðjohnsen 65'                                    | goals | 62' Nedžmedin Memedi |

### Tweede ontmoeting
| WK 1998 kwalificatie (Skopje, Macedonië, 7 juni 1997):                          |              |         |
| Macedonië                                                                       | 1 – 0        | IJsland |
| Ǵorǵi Hristov 53'                                                               | goals        |         |
| 81' Toni Mičevski                                                               | rode kaarten |         |
| - Debuut van Saša Ilić, Ljubodrag Milošević en Viktor Trenevski voor Macedonië. |              |         |

### Derde ontmoeting
| WK 2010 kwalificatie (Reykjavik, IJsland, 15 oktober 2008): |       |           |
| IJsland                                                     | 1 – 0 | Macedonië |
| Veigar Gunnarsson 15'                                       | goals |           |

### Vierde ontmoeting
| WK 2010 kwalificatie (Skopje, Macedonië, 10 juni 2009):    |       |         |
| Macedonië                                                  | 2 – 0 | IJsland |
| Aco Stojkov 9' Filip Ivanovski 85'                         | goals |         |
| - Debuut van Filip Ivanovski (KSP Polonia) voor Macedonië. |       |         |

KSÍ · A-internationals · Bondscoaches · Statistieken · IJslands vrouwenelftal · Olympisch elftal · IJsland U21 · IJsland U20 · IJsland U19 · IJsland U18 · IJsland U17 · IJsland U16 · Vrouwen U17
1946 – 1949 · 1950 – 1959 · 1960 – 1969 · 1970 – 1979 · 1980 – 1989 · 1990 – 1999 · 2000 – 2009 · 2010 – 2019 · 2020 − 2029
EK 2016
WK 2018
1946 · 1947 · 1948 · 1949 · 1950 · 1951 · 1952 · 1953 · 1954 · 1955 · 1956 · 1957 · 1958 · 1959 · 1960 · 1961 · 1962 · 1963 · 1964 · 1965 · 1966 · 1967 · 1968 · 1969 · 1970 · 1971 · 1972 · 1973 · 1974 · 1975 · 1976 · 1977 · 1978 · 1979 · 1980 · 1981 · 1982 · 1983 · 1984 · 1985 · 1986 · 1987 · 1988 · 1989 · 1990 · 1991 · 1992 · 1993 · 1994 · 1995 · 1996 · 1997 · 1998 · 1999 · 2000 · 2001 · 2002 · 2003 · 2004 · 2005 · 2006 · 2007 · 2008 · 2009 · 2010 · 2011 · 2012 · 2013 · 2014 · 2015 · 2016 · 2017 · 2018 · 2019 · 2020 · 2021 · 2022 · 2023 · 2024
Albanië ·
Andorra ·
Argentinië ·
Armenië ·
Azerbeidzjan ·
Bahrein ·
België ·
Bermuda ·
Bolivia ·
Bosnië en Herzegovina ·
Brazilië ·
Bulgarije ·
Canada ·
Chili ·
China ·
Cyprus ·
Denemarken ·
DDR ·
Duitsland ·
El Salvador ·
Engeland ·
Estland ·
Faeröer ·
Finland ·
Frankrijk ·
Georgië ·
Ghana ·
Griekenland ·
Guatemala ·
Honduras ·
Hongarije ·
Ierland ·
India ·
Iran ·
Israël ·
Italië ·
Japan ·
Kazachstan ·
Koeweit ·
Kosovo ·
Kroatië ·
Letland ·
Liechtenstein ·
Litouwen ·
Luxemburg ·
Malta ·
Mexico ·
Moldavië ·
Montenegro ·
Nederland ·
Nigeria ·
Noord-Ierland ·
Noord-Macedonië ·
Noorwegen ·
Oeganda ·
Oekraïne ·
Oostenrijk ·
Peru · 
Polen ·
Portugal ·
Qatar ·
Roemenië ·
Rusland ·
San Marino ·
Saoedi-Arabië ·
Schotland ·
Slovenië ·
Slowakije ·
Sovjet-Unie ·
Spanje ·
Trinidad en Tobago ·
Tsjechië ·
Tsjecho-Slowakije ·
Tunesië ·
Turkije ·
Venezuela ·
Verenigde Arabische Emiraten ·
Verenigde Staten ·
Wales ·
Wit-Rusland ·
Zuid-Afrika ·
Zuid-Korea ·
Zweden ·
Zwitserland
Argentinië (2018) ·
Engeland (2016) · 
Hongarije (2016) ·
Kroatië (2018) ·
Nigeria (2018) · 
Portugal (2016)
FFM · A-internationals · Bondscoaches · Statistieken · Macedonisch vrouwenelftal · Olympisch elftal · Noord-Macedonië U21 · Noord-Macedonië U20 · Noord-Macedonië U19 · Noord-Macedonië U18 · Noord-Macedonië U17 · Noord-Macedonië U16
1993 – 1999 ·
2000 – 2009 ·
2010 – 2019 ·
2020 − 2029
EK 2020
1993 · 
1994 · 
1995 · 
1996 · 
1997 · 
1998 · 
1999 · 
2000 · 
2001 · 
2002 · 
2003 · 
2004 · 
2005 · 
2006 · 
2007 · 
2008 · 
2009 · 
2010 · 
2011 · 
2012 · 
2013 · 
2014 · 
2015 · 
2016 ·
2017 ·
2018 ·
2019 ·
2020 ·
2021 ·
2022 ·
2023
Albanië ·
Andorra ·
Angola ·
Armenië ·
Australië ·
Azerbeidzjan ·
Bahrein ·
België ·
Bosnië en Herzegovina ·
Bulgarije ·
Canada ·
China ·
Cyprus ·
Denemarken ·
Duitsland ·
Ecuador ·
Egypte ·
Engeland ·
Estland ·
Faeröer ·
Finland ·
Georgië ·
Gibraltar ·
Hongarije ·
Ierland ·
IJsland ·
Iran ·
Israël ·
Italië ·
Jamaica ·
Joegoslavië ·
Kameroen ·
Kazachstan ·
Kosovo ·
Kroatië ·
Letland ·
Libanon ·
Liechtenstein ·
Litouwen ·
Luxemburg ·
Malta ·
Moldavië ·
Montenegro ·
Nederland ·
Nigeria ·
Noorwegen ·
Oekraïne ·
Oman ·
Oostenrijk ·
Paraguay ·
Polen ·
Portugal ·
Qatar ·
Roemenië ·
Rusland ·
Saoedi-Arabië ·
Schotland ·
Servië ·
Slovenië ·
Slowakije ·
Spanje ·
Tsjechië ·
Turkije ·
Verenigde Staten ·
Wales ·
Wit-Rusland · 
Zuid-Korea ·
Zweden
Nederland (2021) · 
Oekraïne (2021) · 
Oostenrijk (2021)